# Mesen (Bélgica)

Mesen (Messines em francês) é um município belga situado na provícia de Flandres Ocidental. O município é constituído apenas pela vila de Mesen propriamente dita. Em 1 de Janeiro de 2006, o município tinha uma população de 988 habitantes, uma superfície de 3,58 km² a que correspondia a uma densidade populacional de 276 habitantes por km².
Mesen é o menor município belga e o menos povoado.

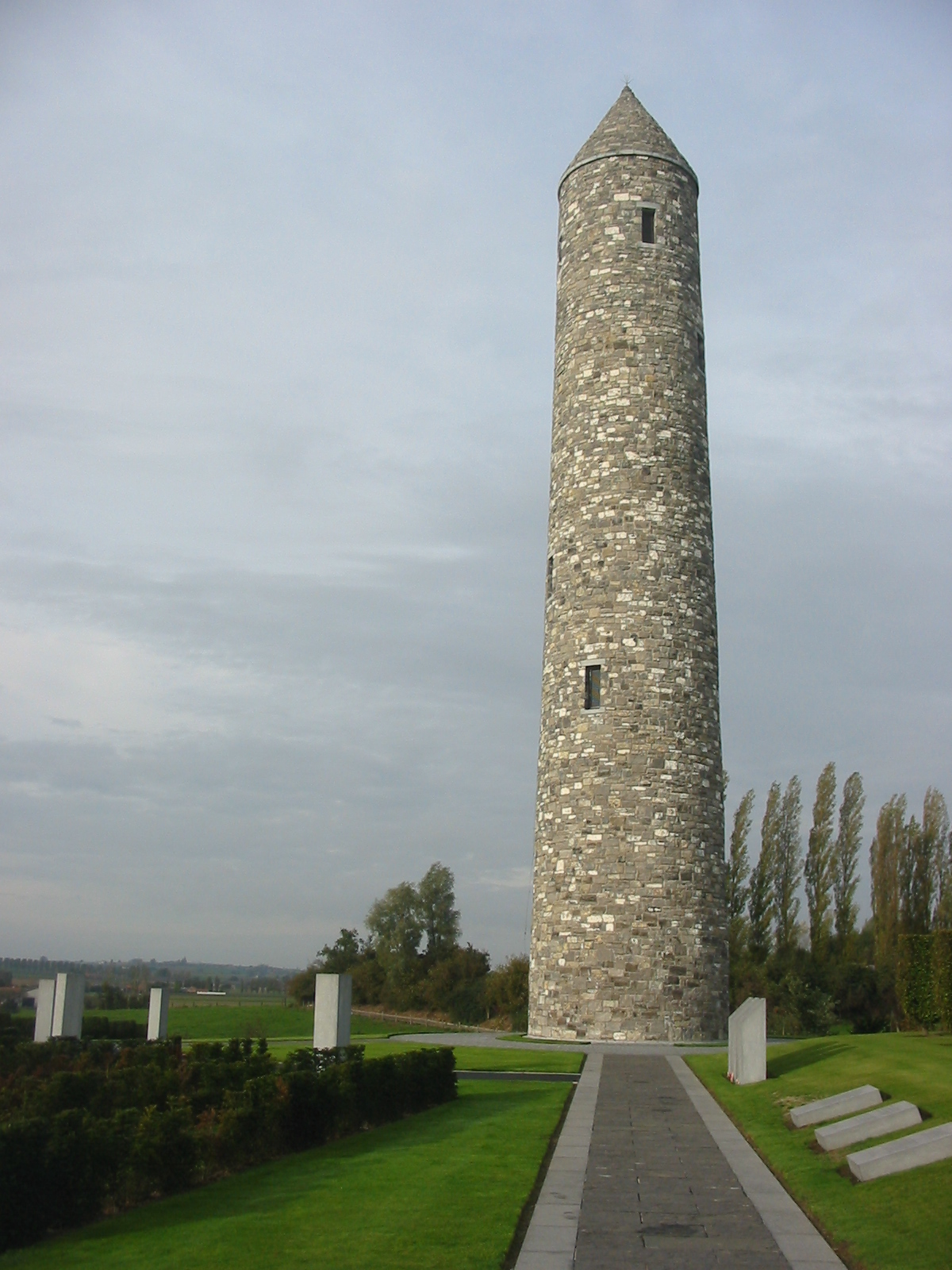
Torre, Parque da Paz irlandês em Mesen.

De acordo com um programa transmitido pelo canal de televisão Discovery Channel, a maior bomba da I Guerra Mundial que ainda não explodiu estará enterrada numa quinta de Mesen. É considerado ainda a(c)tiva devido ao fa(c)to de os explosivos terem sido armazenados em sacos impermeáveis. Não se sabe se o detonador estará deteriorado ou se se terá tornado sensível com a idade.
A quinta ainda se encontra em uso hoje em dia.

## Mapa

Mesen e as localidades em redor. As zonas amareladas são urbanas.